# Nes longus
Nes longus és una espècie de peix de la família dels gòbids i de l'ordre dels perciformes.
Els adults poden assolir 10 cm de longitud. És un peix marí, de clima tropical i associat als esculls de corall que es troba a l'Atlàntic occidental: des de Bermuda, el sud de Florida als Estats Units i les Bahames fins a Panamà i Veneçuela.
És inofensiu per als humans.